# Barbara Buntner
Barbara Alina Buntner – polska endokrynolog, profesor nauk medycznych.

## Życiorys
W 1952 roku ukończyła studia chemiczne w Politechnice Śląskiej, w 1989 roku uzyskała tytuł profesora nauk medycznych. 
Pracowała na stanowisku kuratora w Katedrze Patofizjologii i Endokrynologii na Wydziale Lekarskim w Zabrzu Śląskiej Akademii Medycznej w Katowicach.